# Château de Villars-en-Azois
 (mars 2012).
Si vous disposez d'ouvrages ou d'articles de référence ou si vous connaissez des sites web de qualité traitant du thème abordé ici, merci de compléter l'article en donnant les références utiles à sa vérifiabilité et en les liant à la section « Notes et références ».
Le château de Villars-en-Azois est un château français situé dans la commune de Villars-en-Azois, à 5,6 km de Laferté-sur-Aube et à 18 km de Châteauvillain dans le département de la Haute-Marne ; il date des XVIe et XVIIIe siècles.

## Historique

### Les seigneurs suzerains de Villars-en-Azois
Le territoire de Villars a toujours été compris dans le territoire de Langres et suivit longtemps la fortune de l’antique cité. Après la conquête de Jules César, il fait partie de la première région « Lyonnaise ». Pendant la période franque, à la mort de Clovis, il passe sous le sceptre de Théodoric II, roi de Metz. En 501 sous Childebert II, il passe au royaume de Bourgogne, et ne cesse d’appartenir à la Bourgogne jusqu’à la fin de la dynastie mérovingienne. Sous les Carolingiens, il fait partie de la Francia Orientalis. C’est à la fin du XIIe siècle que mention est faite de Villars-en-Azois. Il apparaît alors comme relevant de la Châtellenie de Laferté-sur-Aube. Du fait de cette dépendance, ce village a comme suzerain les puissants comtes de Champagne (dont François de Bretagne comte de Vertus et de Laferté-sur-Aube, frère bâtard d’Anne de Bretagne, fils de François II dernier duc de Bretagne, dont la mère Marguerite d'Orléans était comtesse de Vertus) pour lequel, ceux-ci rendent hommage à l’Évêque de Langres.

### Les droits seigneuriaux
Nous connaissons la liste des droits seigneuriaux selon l’inventaire effectué en 1750 par Simon Bridot archiviste notaire au bailliage d’Arc-en-Barrois. Il n'y a pas moins de 29 articles dont voici les premiers :
- Art I – Toute justice, haute, moyenne et basse pour laquelle le seigneur a juge, lieutenant, procureur, greffier, sergent, garde forestier et autre qu’il institue et destitue à sa volonté, par devant lesquels tous les habitants de Villars ses sujets sont justiciables tant en matières civiles, que criminelles.
- Art II – Le seigneur a droit de faire élever signe patibulaire (potence) à trois piliers sur le finage dudit Villars. Suivent une liste des droits divers perçus par le seigneur, sur toutes les transactions, de terre ou de bétail, effectuées par les habitants. Obligation de cuire – moyennant redevance – pains et pâtes dans le grand four du château, etc.

## Architecture

### Le «vieux château»
On doit le premier château à Jean de Chastenay. Cette première construction se composait d'un corps de logis ceinturé au XVIe siècle par une muraille, des tours et des douves ainsi que d'un pont-levis. Le vieux château jugé irréparable est partiellement détruit au XVIIIe siècle.

### Le château actuel
corps de logis
Le nouveau château fut donc construit sur les fondations de l'ancien. Ce nouveau château est une demeure provinciale régulière construite entre 1771 et 1780 et de style Louis XVI. Le corps de logis présente au sud une façade simple, pourvue de deux petites ailes de toiture en dôme à l’impériale. La partie centrale de la façade principale est surmontée par un fronton surbaissé. le corps de logis est coiffé par un toit à croupe en tuile plate. On doit cette nouvelle construction à Jean-François Gabriel de Giey, baron de Villars-en-Azois.
« vieille tour »
La tour qui date du XVIe siècle est le seul vestige encore visible du précédent château. Cette tour est une construction cylindrique de deux étages coiffée par un toit en poivrière et dotée de mur fort épais. On notera que la tour est pourvue de bouche à feu et de meurtrière toujours visibles aujourd'hui. Le rez-de-chaussée comporte une cheminée monumentale surmontée d'armoiries (martelées lors de la révolution) et d'un plafond à la française. Au premier étage on y trouve une chambre et un grenier sous un toit soutenu par une magnifique charpente. La vieille tour de Jean de Chastenay a pu être restauré en 1935 grâce à la générosité de Madame Thérèse Massin, baronne d’Estocquois, sœur de Madame Georges Quilliard. Le château est prolongé par un potager en lieu et place des anciennes douves.

## Protection
Le château fait l’objet d’une inscription au titre des monuments historiques depuis le 26 août 1988.

## Galerie photographique

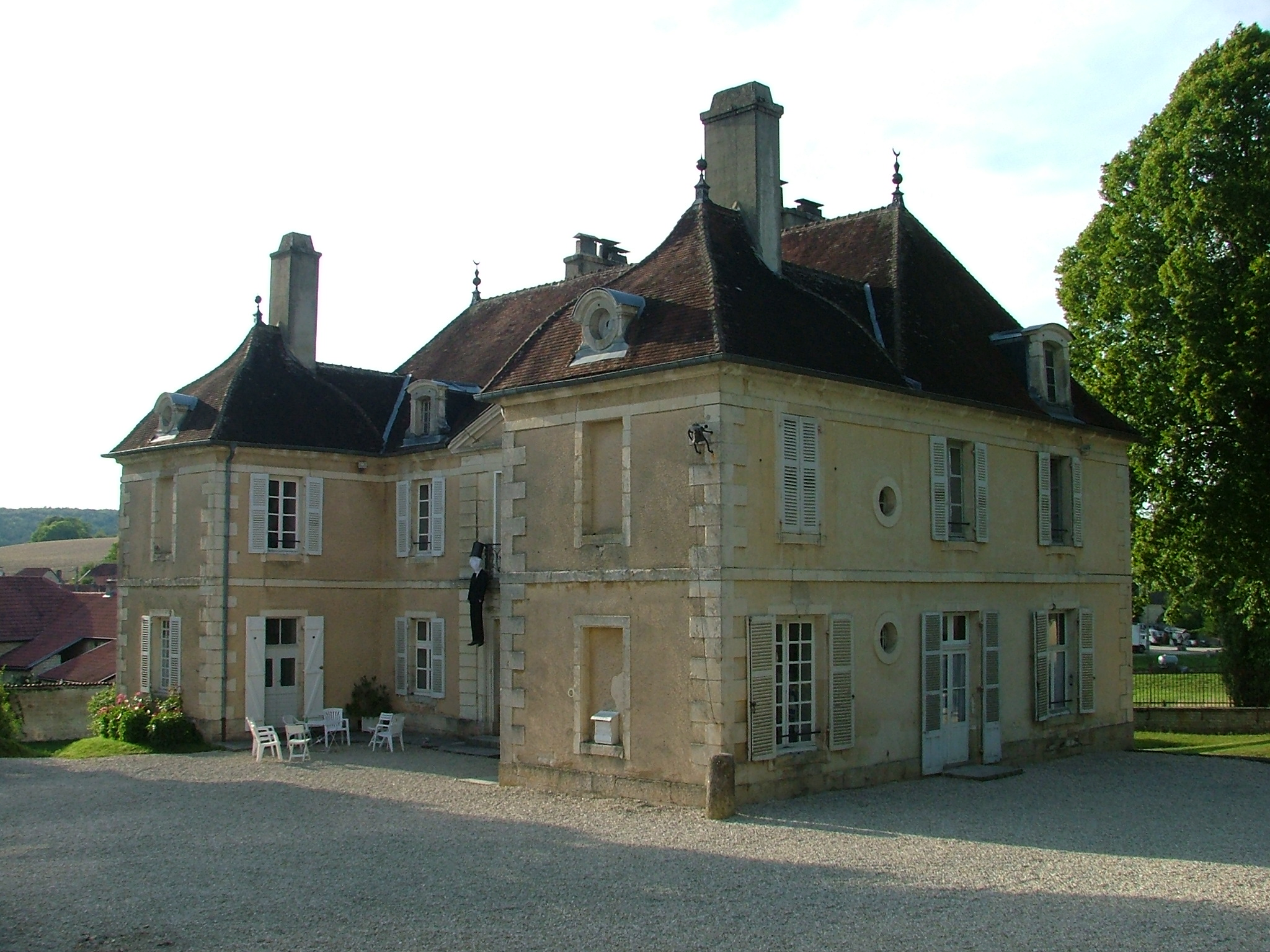
Château de Villars-en-Azois façade sud.
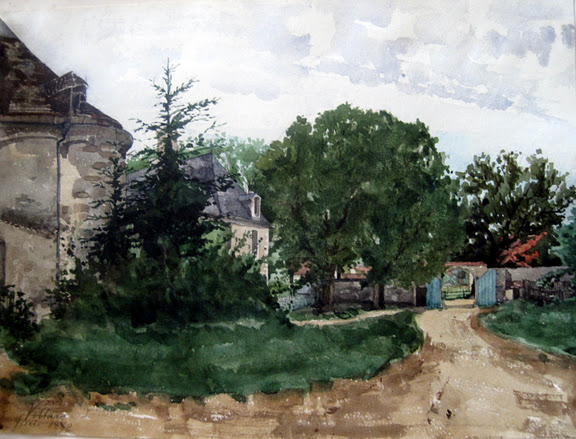
Aquarelle de Georges Quilliard en 1880.
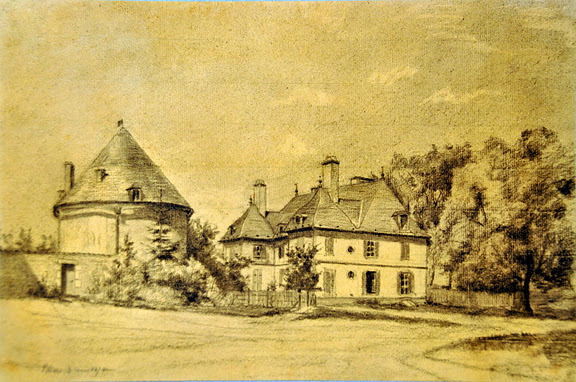
Aquarelle de Georges Quilliard en mars 1878.
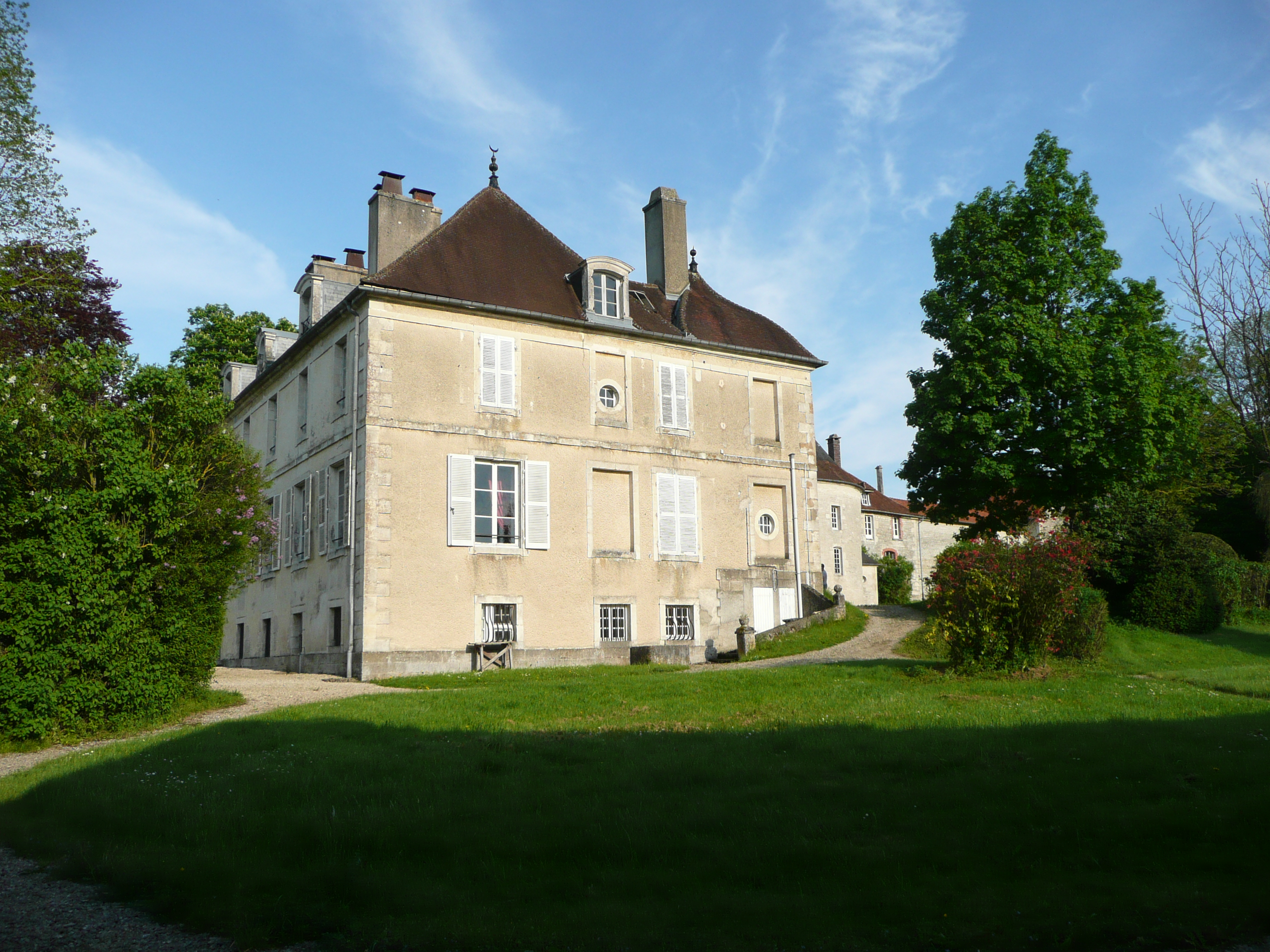
Château de Villars-en-Azois façade ouest.
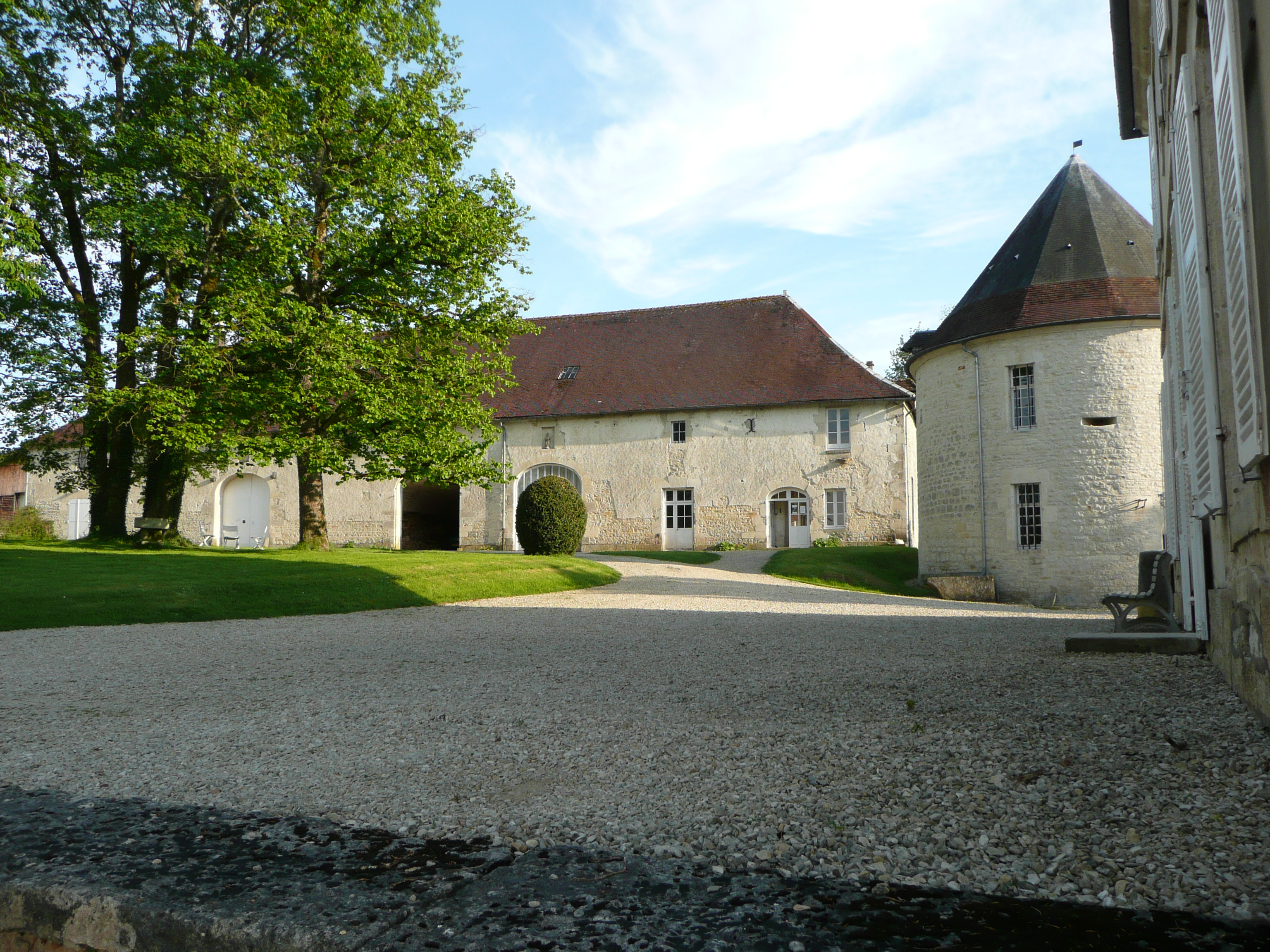
Ferme du château de Villars-en-Azois.

## Pour approfondir